# ウラカワチェリー
ウラカワチェリー（欧字名:Urakawa Cherry、1972年5月3日 - 1979年2月16日）は、日本の競走馬。主な勝ち鞍に1978年の北九州記念、阪神牝馬特別。
同期にエリモジョージ、カブラヤオー、テスコガビーがいる。

## 経歴
父・シンザンは戦後初のクラシック三冠馬。母・セカイイチオーの母系をたどると、母の父・ティエポロはタニノチカラ・タニノムーティエ・ロングエースを送り出すなど、ブルードメアサイアーとして活躍。母の父の父であるブルーピーターはフェアウェイ系の種牡馬で、競走馬時代には2000ギニー・ダービー・エクリプスステークスを制した。ブルーピーターもティエポロと同様にブルードメアサイアーとして能力を発揮し、イギリスのリーディングブルードメアサイアーに輝いたこともあった。
管理調教師の栗田勝は、騎手時代にシンザンの主戦騎手を務めた。

### 戦績
1974年7月の札幌でデビューし、2戦目には1番人気に応えて6馬身差の快勝。重賞初挑戦の函館3歳Sでは2着に入り、その後は10月の紅葉杯も2着。4戦して1着1回・2着3回と連対率10割で迎えた阪神3歳Sは5番人気に推されたが、初めての着外となる8着でシーズンを終える。
1975年は始動戦の紅梅賞で15着と大敗し、飛梅賞（600万下）では4着と掲示板に入って立て直すが、阪神4歳牝馬特別（8着）・桜花賞（14着）では共にテスコガビーの圧勝を許した。鞍上を安田伊佐夫から福永洋一にバトンタッチすると、5月のあずさ賞（600万下）で人気に応えて2勝目を挙げる。夏は北海道シリーズに参戦し、道新杯（800万下）で7頭中5番人気の2着と好走。勝ったロードカップは最下位人気の7番人気でレコード勝ちし、波乱の結末となった。その後はアカシヤS（800万下）・巴賞と連勝し、函館記念では2番人気でツキサムホマレの2着に入った。
1975年秋は休養に入り、1976年2月に復帰。鞍上を福永から安田に再びバトンタッチし、3月の関門橋Sでは2着に入る。それ以降は6戦連続着外と苦戦を強いられることとなり、3年連続参戦となった夏の北海道シリーズでも全く良いところがなく、札幌日経賞では後に札幌記念でトウショウボーイ・クライムカイザーを敗るグレートセイカンに大差の11着、短距離Sでは同期の2冠馬・カブラヤオーにこれまた大差の7着であった。12月のセントウルS（1300万下）でホクトボーイの3着に入り、最下位人気で穴を開けた。
1977年は始動戦の北山特別（1300万下）で2年ぶりの勝利を飾り、連敗を11で止めた。その後は3戦連続2桁着順を記録するなど、再び苦戦が続く。1978年に松籟S（1000万下）で6勝目を挙げると、5月の短距離特別（1000万下）で2着に入り、6月の木曽川特別（1000万下）で7勝目を飾る。夏は初めて小倉開催に参戦し、北九州記念で重賞初制覇。
12月の阪神牝馬特別で重賞2勝目を挙げ、安田が同日の愛知杯でハシコトブキに乗るため騎乗した桜井誠二は自身唯一の重賞勝利となった。
桜井は先頭でゴールを通過して、興奮冷めやらぬままに検量室前の脱鞍所へ引き上げると、満面の笑みで出迎えた栗田の喜びように驚いた。発走前に調教師席のテレビで愛知杯も見ていた栗田は「さっきハシコトブキも勝ったんや。阪神も中京もシンザン産駒や」と興奮し、後に桜井もウラカワチェリーが生涯忘れがたい「思い出の馬」となり、「勝ったことも嬉しかったけれど、栗田先生がものすごく喜んでくれたことが、今はとにかく懐かしい」と述懐している。
1979年は1月の中日新聞杯から始動したが、2月の京都オープン7着後、2月16日の調教中に心不全で死去。

## 競走成績
- 1974年（5戦1勝）
  - 2着 - 函館3歳ステークス、紅葉杯
- 1975年（9戦3勝）
  - 1着 - 巴賞、アカシヤステークス、あずさ賞
  - 2着 - 函館記念、道新杯
- 1976年（10戦0勝）
  - 2着 - 関門橋ステークス
  - 3着 - セントウルステークス
- 1977年（9戦1勝）
  - 1着 - 北山特別
  - 3着 - 淀短距離ステークス
- 1978年（15戦4勝）
  - 1着 - 北九州記念、阪神牝馬特別、松籟ステークス、木曽川特別
  - 2着 - 短距離特別
  - 3着 - 桃山特別、白鷺特別
- 1979年（2戦0勝）